# The Dentist 2
The Dentist 2 è un film del 1998 diretto da Brian Yuzna, sequel del film The Dentist (1996).

## Trama
Il sadico dottor Alan Feinstone è stato arrestato e rinchiuso in un manicomio criminale, ma dopo qualche tempo riesce astutamente a fuggire. Vuole costruirsi una nuova vita, e si stabilisce, sotto falso nome, nella cittadina di campagna Paradise, nel Missouri. Qui sembra aver trovato la tranquillità e l'amore innamorandosi della bella Jamie, ma quando sostituisce l'odontoiatra locale e torna alla sua vecchia professione viene nuovamente assalito dal demone della follia. La fobia del marcio e la pulsione a torturare ed uccidere è troppo forte.